# Iuliana Nucu
Iuliana Nucu (Costanza, 4 ottobre 1980) è una pallavolista rumena.
Gioca nel ruolo di centrale.

## Carriera
Iuliana Nucu inizia la sua carriera nella squadra del suo paese natale, il Club Sportiv Volei 2004 Tomis Constanța, nel massimo campionato rumeno. Nel 1999 passa tra le file del Clubul Sportiv Universitar Metal Galați, la più titolata squadra rumena, anche a livello internazionale: questo connubio durerà 4 stagioni.
Nella stagione 2003-04 approda in Italia tra le file dell'Asystel Novara, in serie A1, con la quale resterà legata per tre stagioni. In questo arco di tempo vince due supercoppe italiane, una coppa italia e una Top Teams Cup. Nel dicembre del 2004 in una partita di Champions League contro l'Azərreyl Voleybol Klubu si infortuna gravemente al Tendine di Achille e mesi dopo anche alla spalla. In seguito a questi due infortuni ritornerà in campo in occasione della Supercoppa italiana, nell'ottobre 2005. Nella stagione 2006-07 viene ceduta al Sassuolo Volley in serie A2, dove oltre a vincere la coppa italia di categoria, conquista prontamente la promozione in serie A1. Nelle stagioni successive resta legata al club emiliano fino al 2009, per poi trasferirsi alla Robur Tiboni Urbino Volley.
Nella stagione 2010-11 viene ingaggiata dal Volley Bergamo, con il quale vince il campionato e nel 2011 la Supercoppa italiana.
Nella stagione 2012-13 passa alla neo-promossa Crema Volley, ma a seguito dei problemi finanziari della società, a metà annata viene ceduta alla Dinamo Bucarest. Nel maggio 2013, poco dopo aver firmato con l'AGIL Volley, viene investita da un'auto mentre si trova in vacanza, riportando gravi lesioni agli arti inferiori, che ne mettono in pericolo la carriera e la costringono ad un lungo periodo riabilitativo.
Fa parte della nazionale rumena, ma con questa squadra non ha mai raggiunto alcun traguardo di rilievo.

## Palmarès

### Club
- Campionato italiano: 1

2010-11
- Coppa Italia: 1

2003-04
- Coppa Italia di Serie A2: 1

2006-07
- Supercoppa italiana: 3

2003, 2005, 2001
- Top Teams Cup: 1

2005-06